# زورقان صغير السداة
زورقان صغير السداة (الاسم العلمي:Cymbidium micranthum) هو نوع من النباتات يتبع جنس الزورقان من الفصيلة السحلبية.